# Partia Przymierza
Partia Przymierza (Covenant Party) – partia polityczna działająca na terenie Marianów Północnych (państwa stowarzyszonego ze Stanami Zjednoczonymi), będąca obecnie jednym z najsilniejszych na niej ugrupowań.
W wyborach 1 listopada 2003 zdobyła 9 z 18 miejsc w lokalnej Izbie Reprezentantów. Od wyborów 5 listopada 2005 stan jej posiadania wynosi 7 na 18 miejsc w Izbie oraz 3 na 9 w Senacie.
Kontroluje władze wykonawczą, odkąd jej kandydat, Benigno R. Fitial, został wybrany gubernatorem (urząd sprawował od 9 stycznia 2006 do 20 lutego 2013).
Jej program kładzie duży nacisk na sprawy środowiska naturalnego, reformę administracji i finansów publicznych oraz zwiększenie zakresu demokracji.
Jej oficjalnymi barwami są zielony i biały.